# Trichorhina boliviana
Trichorhina boliviana är en kräftdjursart som först beskrevs av Albert Vandel 1952.  Trichorhina boliviana ingår i släktet Trichorhina och familjen myrbogråsuggor. Inga underarter finns listade i Catalogue of Life.